# Скелани
Скелани су насељено мјесто у општини Сребреница, Република Српска, БиХ. Према прелиминарним подацима пописа становништва 2013. године, у насељу је живјело 807 становника.

## Географија
Скелани се налазе на самој обали ријеке, а мостом су повезани са Бајином Баштом у Србији.

## Историја
Скелани на Дрини се сматрају једним од најстаријих античких локалитета у средњем Подрињу. Овде су научници на прилично великом пространству открили неколико римских објеката из 2. и 3. вијека. Пронађена је римска базилика, храмови, циглана, грађевине и разни споменици римске културе. Владимир Ђурић, професор историје из Бајине Баште је шездесетих година 20. вијека на простору Скелана открио римске мозаике. Године 2008. су откопани остаци римског насеља које је у периоду од од 1. до 4 вијека било центар регије.

### Други свјетски рат
У месту Скеланима, срез Сребреница, покољем је убијено 48 Срба.

### СФРЈ и распад Југославије
До 1950-их година, били су и сједиште општине која је тада укинута, а ово подручје припојено Сребреници. Слично се догодило и 1990-их година када је живот изгубило укупно 305 лица српске националности током трајања грађанског рата. У ратним збивањима 1992–1995. Скелани су поново проглашени за општину, а онда су недуго послије рата поново припојени општини Сребреница, крајем 1999. године одлуком високог представника за БиХ Волфганга Петрича.

## Археолошки музеј „Римски муниципијум”
У Скеланима се налази Археолошки музеј „Римски муниципијум“. Директор музеја је Драгић Глишић. Овде постоји Археолошко налазиште Скелани.

## Становништво
Данас већинско становништво представљају Срби, а дио Муслимана се вратио у скелански крај.
| Националност       | 2013. | 1991. | 1981. | 1971. | 1961. |
| Срби               | 604   | 160   | 155   | 115   |       |
| Муслимани          | 203   | 950   | 761   | 576   |       |
| Југословени        |       | 7     | 8     | 1     |       |
| Црногорци          |       |       | 5     |       |       |
| Словенци           |       |       | 4     |       |       |
| Хрвати             |       |       | 1     |       |       |
| остали и непознато |       | 6     | 1     | 2     |       |
| Укупно             | 807   | 1.123 | 935   | 694   | '     |

| Демографија | Демографија | Демографија |
| Година      | Становника  | Становника  |
| ----------- | ----------- | ----------- |
| 1961.       | 511         |             |
| 1971.       | 694         |             |
| 1981.       | 935         |             |
| 1991.       | 1.123       |             |
| 2013.       | 807         |             |